# Алпаида
Алпаида (Alpais, също Chalpaida; лат.: Chalpaidis; † 714 г.) e майка на Карл Мартел и е наложница на Пипин Ерсталски Средни.
Тя е вероятно сестра на майордом Додо и втора братовчедка на Бертрада Стара. Вероятно e родена близо до Прюм.
С Пипин Средни Алпаида има два сина:
- Карл Мартел, дава името на рода Каролинги; той e баща на Пипин III Млади и дядо на Карл Велики.
- Хилдебранд (678 + 751), жени се за Ема от Австразия и e херцог на франките и граф на Бургундия.

По новите изследвания, тя води истински брак с Пипин Средни около десет години. Пипин
се връща през 702 г. отново при първата си съпруга Плектруда.
При разногласията между нейния син Карл Мартел и Плектруда тя не се споменава. Затова се предполага, че е умряла преди съпруга си.